# 郤縠
郤縠（？—前632年），姬姓，郤氏，名縠，春秋时代晋国公族，也是晋国第一任中军将。

## 为内应
公子重耳流亡国外的时候，栾枝、郤縠、狐突、先轸是他的内应。前637年十二月，栾枝、郤縠等人听说重耳在秦国，都暗中来劝重耳回国，于是秦穆公就派军队护送重耳回晋国，派人先通知栾枝、郤縠的党徒作内应。不久，晋怀公被杀，重耳回国即位。

## 将中军
前633年冬，楚成王包围了宋国，宋国向晋国求救。晋国在被庐举行蒐礼阅兵，建立了三个军，晋文公问赵衰谁能担任中军将，赵衰说：“郤縠可以。他即便五十岁了，还坚持学习，而且更加重视学习。我屡次听到郤縠的话，他喜爱礼乐重视《诗经》和《尚书》。先王制定的《诗经》和《尚书》这些法规典籍，是道德信义的宝库；礼乐则是道德的表率；道德信义，是人民的根本，利益的基础。重视这些的人，是不会忘记百姓的。《夏书》说：‘有益的话全部采纳，考察效果加以试验，如果成功，用车马衣服作为酬劳。’您不妨试一下！”晋文公采纳了赵衰的建议，以郤縠为中军将，执掌国家大政。
前632年春季，晋军为救援宋国，从南河渡过黄河，入侵曹国、攻打卫国，夺取了五鹿，二月，郤縠去世，先轸继任为中军将。